# Off the Wall (песня)
«Off the Wall» (с англ. — «Из ряда вон выходящий») — песня американского музыканта Майкла Джексона, третий сингл из его одноимённого пятого студийного альбома. Композиция написана Родом Темпертоном и спродюсирована Куинси Джонсом. Релиз состоялся в феврале 1980 года на лейбле Epic Records.
Песня стала десятой в американском хит-параде Billboard Hot 100, а также вошла в десятку хит-парадов Великобритании, Норвегии и Швеции.

## История создания и особенности композиции
Композиция была одной из трёх песен, предложенных Родом Темпертоном для очередного альбома Майкла Джексона. «Off the Wall» была написана специально для певца: Темпертону показалось, что песня о необычном, эксцентричном образе жизни найдёт в нём отклик. Так и получилось, композиция стала титульным треком для новой пластинки Джексона.
«Off the Wall» — композиция умеренного темпа, написанная в тональности ми-бемоль минор и выдержанная в жанре фанка. Открывают песню зловещие звуки и хихикание, по мнению критиков это одна из первых попыток Джексона поработать с мрачным, готическим звучанием. Во время исполнения композиции музыкант начинает использовать вокальные приёмы, позднее ставшие его визитной карточкой.
Песня вошла в сборник хитов Джексона The Essential Michael Jackson и Michael Jackson: The Ultimate Collection.

## Выпуск сингла и реакция критиков
«Off the Wall» была выпущена в качестве третьего сингла из одноимённого альбома Майкла Джексона 2 февраля 1980 года на лейбле Epic Records. В продажу поступили 7-дюймовые виниловые пластинки. Композиция стала десятой в американском чарте Billboard Hot 100 и пятой в Hot Soul Singles. «Off the Wall» заняла четвёртую строчку в Норвегии, девятую — в Швеции, в британском хит-параде песня стала седьмой. В США сингл получил платиновый сертификат от RIAA.
Журналист The Root посчитал, что «Off the Wall» вместе с «Rock with You» представляют собой типичные примеры чёрного кроссовера начала 80-х гг. Критик Billboard назвал вокал Джексона в этой композиции самым уверенным на всей пластинке. Обозреватель журнала Pitchfork отметил, что «Off the Wall» — это экспериментальный трек, который является предшественником другого сингла Джексона — «Thriller», написанного для певца всё тем же Родом Темпертоном.

## Концертные выступления
«Off the Wall» исполнялась певцом на турах группы The Jacksons: на втором этапе тура Destiny World Tour (1979), на Triumph Tour (1980) и Victory Tour (1984). Джексон также включил композицию в сет-лист первого этапа своего сольного тура Bad World Tour (1987), а также исполнял её на HIStory World Tour (1996—1997).
Аудиозапись выступления с песней на туре Triumph Tour в 1981 году вошла в концертный альбом The Jacksons The Jacksons Live!.

## Список композиций
- 7" (номер в каталоге Epic Records — 9-50838)[8]

| №  | Название       | Длительность |
| -- | -------------- | ------------ |
| 1. | «Off the Wall» | 3:47         |

| №  | Название           | Длительность |
| -- | ------------------ | ------------ |
| 2. | «Get on the Floor» | 4:37         |

- 7" (номер в каталоге Epic Records — EPC 8045)[8]

| №  | Название       | Длительность |
| -- | -------------- | ------------ |
| 1. | «Off the Wall» | 3:59         |

| №  | Название                | Длительность |
| -- | ----------------------- | ------------ |
| 2. | «Working Day and Night» | 4:37         |

## Участники записи
| - Майкл Джексон — вокал, бэк-вокал - Род Темпертон — музыка, текст, аранжировка ритма и вокала - Льюис Джонсон — бас-гитара - Джон Робинсон — ударные - Дэвид Уильямс, Марло Хендерсон — гитары - Грег Филингейнс — электрическое фортепиано, синтезатор - Майкл Боддикер — программирование синтезаторов - Джордж Дьюк — синтезатор, программирование синтезаторов | - Паулинью да Кошта — перкуссия - «Seawind Horns» — духовые: - Джерри Хэй — труба, флюгельгорн - Ларри Уильямс — теноровый и альтовый саксофоны, флейта - Ким Хатчкрофт — баритоновый и теноровый саксофоны, флейта - Уильям Рейченбах — тромбон - Гари Грант — труба |

## Позиции в чартах
| Хит-парад (1980)       | Высшая позиция |
| ---------------------- | -------------- |
| Великобритания         | 7              |
| Ирландия               | 20             |
| Канада                 | 11             |
| Нидерланды             | 18             |
| Новая Зеландия         | 14             |
| Норвегия               | 4              |
| США (Hot 100)          | 10             |
| США (Hot Soul Singles) | 5              |
| Швеция                 | 9              |

| Хит-парад (1980)                    | Позиция |
| ----------------------------------- | ------- |
| США (Billboard Top Popular Singles) | 79      |